# Jautakiai
Jautakiai è un piccolo villaggio lituano.
È circa 2 chilometri ad est di Bugeniai, ed è posto su di una collina; il villaggio, per via dello scorrimento di un ruscello, è ricco di mulini ad acqua.